# 波尔特拉 (佩纳菲耶尔)
波尔特拉是葡萄牙波尔图区的一个堂区。总面积4.75平方公里，总人口1381人，人口密度290.7人/平方公里。